# Шаффер, Альфред
А́льфред Ша́ффер (венг. Schaffer Alfréd; 13 февраля 1893, Будапешт — 30 августа 1945, Прин-ам-Кимзее) — венгерский футболист и тренер.

## Биография
Родился в еврейской семье. Играл в 21 профессиональной команде. В составе МТК стал трёхкратным чемпионом Венгрии. По два раза становился лучшим бомбардиром чемпионата страны и лучшим футболистом страны. Как тренер вывел (совместно с Кароем Дицем) сборную Венгрии в финал чемпионата мира 1938, где они проиграли сборной Италии 2:4. Принёс команде «Рома» (Италия) её первое скудетто в сезоне 1941/42. Был интернирован в концлагерь Дахау, где встретил освобождение в 1945 году. Скончался несколько месяцев спустя в местечке Прин-ам-Кимзее, в Баварии.

## Достижения

### Как игрок

#### Командные
- Чемпион Венгрии: 1917, 1918, 1919
- Чемпион Германии: 1921
- Чемпион Южной Германии: 1922
- Чемпион Австрии: 1924
- Обладатель Кубка Австрии: 1924
- Чемпион Чехословакии: 1926

#### Личные
- Футболист года в Венгрии: 1915, 1916
- Лучший бомбардир чемпионата Венгрии: 1918 (42 гола), 1919 (41 гол)

### Как тренер
- Чемпион Венгрии: 1936, 1937
- Обладатель Кубка Венгрии: 1943, 1944
- Обладатель Императорского кубка Баварии: 1934
- Обладатель Кубка Румынии: 1940
- Чемпион Италии: 1942